# Sarcostemma clausum
Funastrum clausum là một loài thực vật có hoa trong họ La bố ma. Loài này được (Jacq.) Schult. miêu tả khoa học đầu tiên năm 1820.